# Ардеев, Филипп Никитич
Фили́пп Ники́тич Арде́ев (22 апреля 1940, Бугрино, Архангельская область — 28 октября 2018, Архангельск) — советский и российский путешественник, педагог, этнографобщественный деятель, знаток ненецкой культуры, мастер ненецких народных художественных промыслов.

## Биография
Филипп Никитич Ардеев родился в посёлке Бугрино на острове Колгуев в Баренцевом море, в семье оленевода. Был единственным ребёнком в семье. Будучи ненцем по национальности, с детских лет научился управлению ездовыми собаками.
После окончания ненецкой школы имени А. П. Пырерки поступил на ненецкое отделение Нарьян-Марского педагогического училища имени И. П. Выучейского. Более двадцати пяти лет проработал в школах Ненецкого округа: с 1961 года — учитель начальных классов в Бугрино, с 1969 года (после службы в рядах Советской Армии) преподавал ненецкий язык, физкультуру, рисование, черчение и труды в посёлках Индига и Красное. С 1979 года — директор начальной школы в Бугрино.
В 1982 году перешёл трудиться рабочим в Хорей-Верскую нефтегазоразведочную экспедицию.
В 1980-х принял участие в нескольких путешествиях. Проживал в Нарьян-Маре, где работал мастером по северным художественным промыслам и ремёслам в отделе национальной культуры Этнокультурного центра города Нарьян-Мар.
Умер 28 октября 2018 года в Архангельске, после тяжёлой болезни. Похоронен на Безымянном кладбище города Нарьян-Мар.

### Участие в экспедициях
Первым большим путешествием Филиппа Ардеева стала полярная экспедиция газеты «Советская Россия» (1982—1983), прошедшая на собачьих упряжках вдоль всего побережья Северного Ледовитого океана, по маршруту Уэлен — Мурманск. В экспедиции исполнял функции каюра и проводника. Маршрутная группа экспедиции состояла из шести человек: Сергей Соловьёв (руководитель), Владимир Рыбин (врач), Владимир Карпов (радист), Филипп Ардеев (каюр), Юрий Борисихин (журналист, корреспондент журнала «Уральский следопыт») и Павел Смолин (штурман).
В 1986 году — экспедиция на технических видах транспорта (мотонартах и мотоциклах) вдоль всего Уральского хребта от Карского моря до Каспийского.
В 1987 году Филипп Ардеев стал одним из инициаторов и организаторов первых в СССР гонок на собачьих упряжках (Чукотка), где принимали активное участие гонщики из России, Аляски, Чехии.
В 1999 году — консультант в организации гонок на собачьих упряжках «Пасквик-250» в Норвегии.

### Творческая и общественная деятельность
Работая с конца 1980-х годов в Этнокультурном центре Нарьян-Мара, преподавал секреты изготовления ненецких кукол и деталей ненецких костюмов, учил мастерству резьбы по кости. Создал с этнографической точностью коллекцию «Ненецкие детские игры» и макет чума для Ненецкого краеведческого музея. Восстановил технологию изготовления шаманского бубна, возрождал пение старинных легенд под бубен.
Первая выставка авторских работ Ф. Ардеева была представлена в Свердловске в 1989 году. После были организованы выставки в Норвегии, Республике Коми, Коми-Пермяцком АО (Кудымкар), в Нарьян-Маре. Изделия Ф. Ардеева побывали на выставках на Аляске, в Канаде, Японии, Финляндии, Дании.

### Интересный факт
Филипп Никитич Ардеев являлся научным консультантом и переводчиком на съёмках художественного фильма «Великий самоед» (киностудия «Мосфильм»,1981).

## Награды и звания[4]
- Орден Дружбы народов, за участие в трансконтинентальной полярной экспедиции газеты «Советская Россия» (1983)
- Медаль № 1 «За особые заслуги перед Ненецким автономным округом».
- Памятная медаль «Лучшие люди России», за общественную деятельность.
- Почётный диплом ЮНЕСКО, за просветительскую деятельность в российском журнале «Человек и Север» в рубрике «Сказания и предания народов Севера (ненцев)».
- Знак «Спортивная доблесть».
- Знак «Почётный полярник».

## Семья[5]
- Отец — Никита Тимофеевич Ардеев, оленевод
- Мать — Василиса Прокопьевна Ардеева
- Жена — Ангелина Сергеевна Ардеева, журналист (род. 01.11.1948)
- Дети — сын и две дочери